# Tattiawna Jones
Tattiawna Jones es una actriz de teatro y televisión canadiense. Originaria de Manitouwadge, Ontario, Canadá.

## Filmografía

### Cine
| Año  | Título                            | Papel                 | Notas        |
| ---- | --------------------------------- | --------------------- | ------------ |
| 2010 | Castillos de hielo                | Melissa               |              |
| 2011 | Keyhole                           | Lota                  |              |
| 2011 | Fade In                           | Crystal               | Cortometraje |
| 2013 | Tru Love                          | Angie                 |              |
| 2014 | RoboCop                           | Asistente del alcalde |              |
| 2017 | Apart from Everything             | Lana                  | Cortometraje |
| 2018 | Tick. Tock. Inc                   | Justine Jason         | Cortometraje |
| 2018 | Dragged Across Concrete           | Denise                |              |
| 2018 | Tully                             | Violet                |              |
| 2020 | The Nest                          | Coach                 |              |
| 2020 | La galería de los corazones rotos | Dra. Amelia Black     |              |
| 2021 | Under the Christmas Tree          | Charlie Freemont      |              |

### Televisión
| Año        | Título                                       | Papel                     | Notas                                                    |
| ---------- | -------------------------------------------- | ------------------------- | -------------------------------------------------------- |
| 2009       | Unstable                                     | Empleada de la tienda     | Película de televisión                                   |
| 2009–2012  | Flashpoint                                   | Winnie Camden             | Protagonista (51 episodios)                              |
| 2010–11    | Connor Undercover                            | Zatari                    | Recurrente (4 episodios)                                 |
| 2011       | Ex convictos                                 | Vanessa                   | "One for the Money", "Where in the World is Carmen Vega" |
| 2011       | Rookie Blue                                  | Tanya Makin               | "Bad Moon Rising"                                        |
| 2011       | Against the Wall                             | Jill Glantz               | "Obsessed and Unwanted"                                  |
| 2011       | La reina de las sombras                      | Daphne                    | "Mirror, Mirror"                                         |
| 2011       | Heartland                                    | Kelly James               | "Never Let Go", "The Slippery Slope", "Cover Me"         |
| 2012       | Republic of Doyle                            | Anne Marie Booth          | "Hot Package"                                            |
| 2012       | The L.A. Complex                             | Dawna                     | Recurrente (season 2, 4 episodios)                       |
| 2012       | Transporter: The Series                      | Alba                      | "Dead Drop"                                              |
| 2013       | Cracked                                      | Annalise Byrne            | "Rocket Man"                                             |
| 2013       | Murdoch Mysteries                            | Louise Butler             | "Victoria Cross"                                         |
| 2014–15    | Strange Empire                               | Isabelle Slotter          | Protagonista (13 episodios)                              |
| 2014–2017  | 19-2                                         | Amelie de Grace           | Protagonista (26 episodios)                              |
| 2015       | The Expanse                                  | Oficial de armas          | "Remember the Cant", "CQB"                               |
| 2016       | Eyewitness                                   | Kamilah Davis             | Protagonista (10 episodios)                              |
| 2017–2018  | El cuento de la criada                       | Ofglen #2 / Lillie Fuller | Recurrente (9 episodios)                                 |
| 2018       | Take Two                                     | Piper Mannox              | "The Devil You Know"                                     |
| 2018       | The Bold Type                                | Jessica                   | Recurrente (3 episodios)                                 |
| 2019       | Bradley Borgen ~ The Actor Who Could Not Cry | Asaltadora #1             | Película de televisión                                   |
| 2019       | Los 100                                      | Simone Lightbourne VII    | Recurrente (7 episodios)                                 |
| 2019; 2021 | Lost in Space                                | Ava                       | Recurrente                                               |
| 2020       | Transplant                                   | Julia Baranski            | Recurrente (2 episodios)                                 |
| 2021-22    | Station Eleven                               | Lara                      | "Dr. Chaudhary"                                          |